# Francis Cromie
Francis Newton Allen Cromie (Duncannon, 30 gennaio 1882 – Pietrogrado, 31 agosto 1918) è stato un ufficiale irlandese responsabile delle operazioni di intelligence britannici nel nord della Russia per la British Naval Intelligence Division.

## Biografia
Figlio del capitano dell'esercito britannico Francis Charles Cromie, console generale a Dakar. Sua madre era figlia di un agente di polizia del Pembrokeshire. Studiò nel Galles, presso la Haverfordwest Grammar School, e al Britannia Royal Naval College, dove divenne un cadetto nel 1898.

## Carriera
Si unì al HMS Repulse, e, nel 1900, come guardiamarina dell'HMS Barfleur, prese parte alla spedizione Seymour per la Cina.
Nel 1901 fu promosso al grado di tenente. Nel 1903, si offrì volontario per partecipare al corpo di spedizione del Royal Navy Submarine Service, e fu uno dei primi ufficiali di comando di un sottomarino.
Comandò il battello HMS Onyx, una flotta di sottomarini a Devonport (1911-1912), la nave HMS Rosario, ed un sottomarino della flotta britannica di stanza ad Hong Kong, tra il 1913 ed il 1914.
Nel mese di agosto 1915 ricevette l'incarico di comandare il sottomarino HMS E19, mentre nel mese successivo fu assegnato al comando della flotta russa del Baltico. Durante questo servizio, ha silurato un cacciatorpediniere tedesco, mentre il 7 novembre 1915 affondò l'incrociatore tedesco SMS Undine. Complessivamente affondò o catturò 10 navi tedesche a vapore.

### Servizio diplomatico in Russia
Grazie alla sua conoscenza della lingua russa, nel 1917, venne nominato addetto navale presso l'Ambasciata britannica a Pietrogrado. Altamente rispettato tra l'élite russa, soprattutto per la sua abilità diplomatica, durante la rivoluzione russa, questa abilità gli ha procurato molto rispetto nei confronto dei bolscevichi.. Nel mese di aprile 1918, dopo che i tedeschi si erano assicurati il controllo sulla costa del Mar Baltico, venne nominato responsabile per l'evacuazione e affondamento dei sottomarini britannici nel Baltico.

## Matrimonio
Nel marzo 1907 sposò a Portsmouth,  Gladys (Gwladys) Catherine Josephine Cromie, con la quale ebbe una figlia:
- Dolores Anthea[8] (1907-?)

Dopo la sua morte, sua moglie si risposò nel giugno 1920.

## Morte
Prima dell'attentato in cui Francis Cromie avrebbe perso la vita, le autorità di Mosca dichiararono di aver ricevuto un rapporto che suggeriva un collegamento tra le varie organizzazioni controrivoluzionarie del governo britannico e l'ambasciata a Pietrogrado. Il commissario bolscevico Hillier venne incaricato di indagare su questo rapporto.  Si suppose che Boris Victorovič Savinkov e Maximilian Filonenko fossero in contatto con gli agenti dei servizi segreti, per cui venivano e nascosti nell'ambasciata britannica.
Il 31 agosto 1918, il commissario Hillier e dei poliziotti bolscevichi, giunsero nei pressi dell'ambasciata britannica a Pietrogrado. Entrarono nell'edificio, urlando in russo e aprendo violentemente le porte. Il capitano Cromie guardò fuori dalla finestra del suo ufficio al primo piano, vide dei camion e delle motovedette sul fiume Neva di fronte al palazzo dell'ambasciata. Tirò fuori la rivoltella e lasciò, insieme a tre agenti, il suo ufficio attraverso un passaggio segreto situato nel pavimento del corridoio.
Altre fonti, però, rivelano che il capitano Cromie stesse bevendo il tè con lord Lombard, e che uscì momentaneamente dalla stanza. Durante la feroce sparatoria, il capitano Cromie venne colpito da una pallottola morendo sul colpo. La polizia, poi, entrò nell'ambasciata britannica, arrestando 40 persone. In seguito vennero trovati nei locali dell'ambasciata armi e i documenti compromettenti.  L'attacco all'ambasciata e l'uccisione del capitano Cromie venne riportata dai media britannici, suscitando un'intensa indignazione.